# Callionymus bifilum
 Callionymus bifilum és una espècie de peix de la família dels cal·lionímids i de l'ordre dels cipriniformes que es troba a Austràlia Occidental.